# Stora Bärby

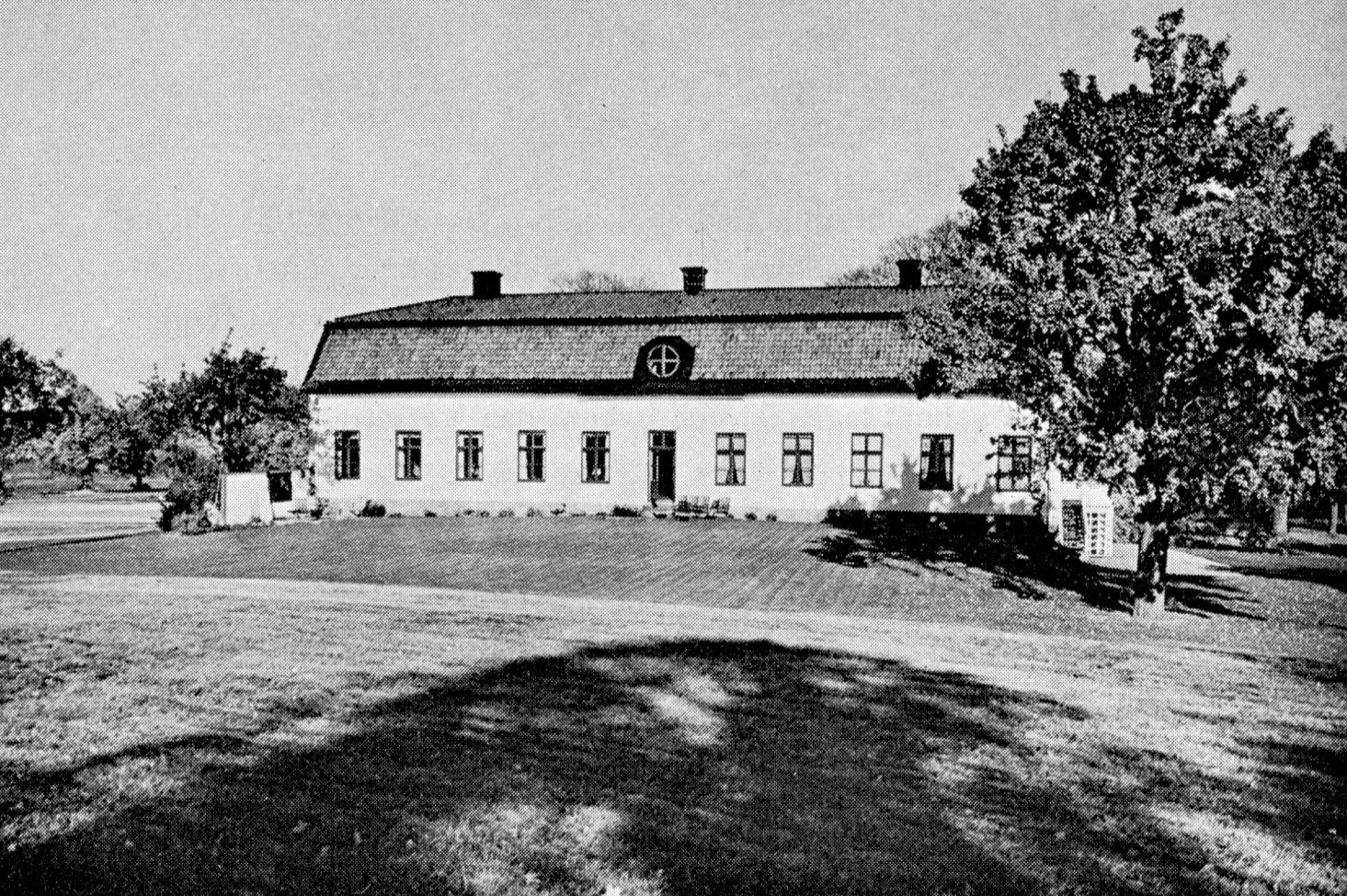
Stora Bärbys huvudbyggnad 1967.

Stora Bärby är en herrgård och ett tidigare säteri strax väster om Giresta kyrka i Giresta socken, Enköpings kommun, Uppsala län.

## Historik

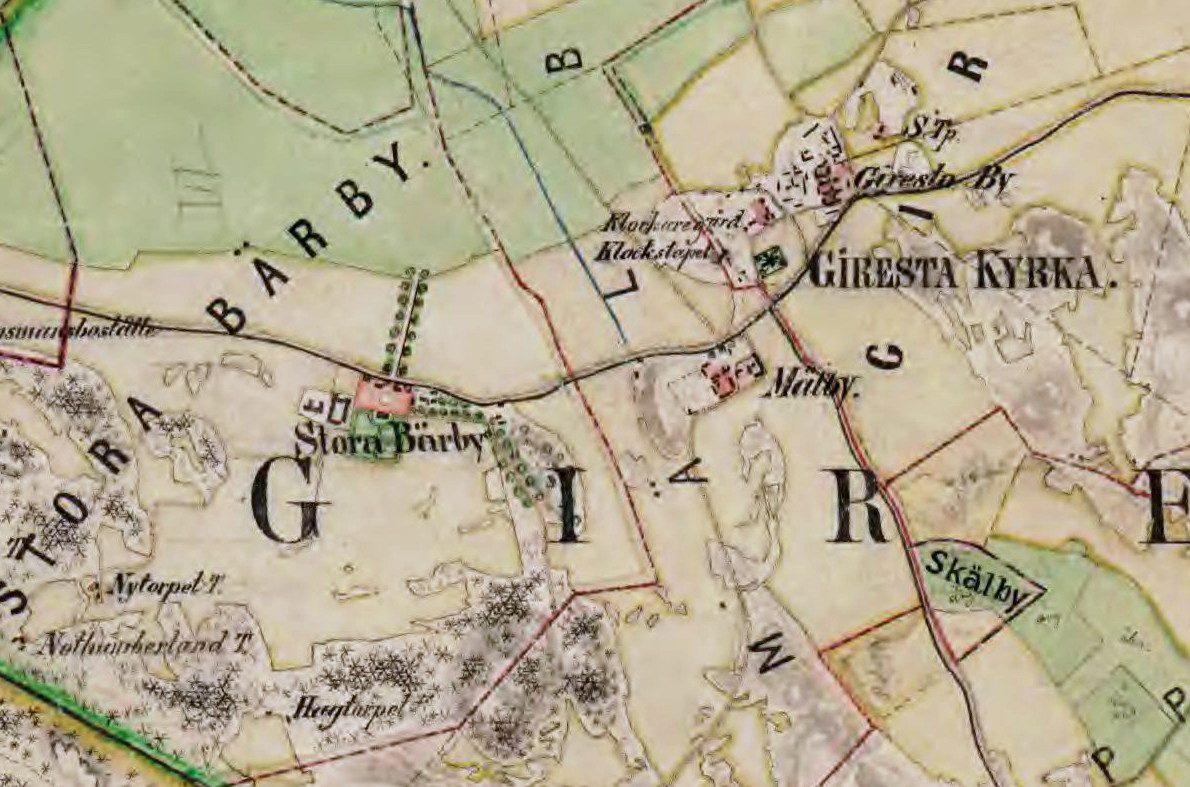
Stora Bärby och Giresta kyrka, 1860-tal.

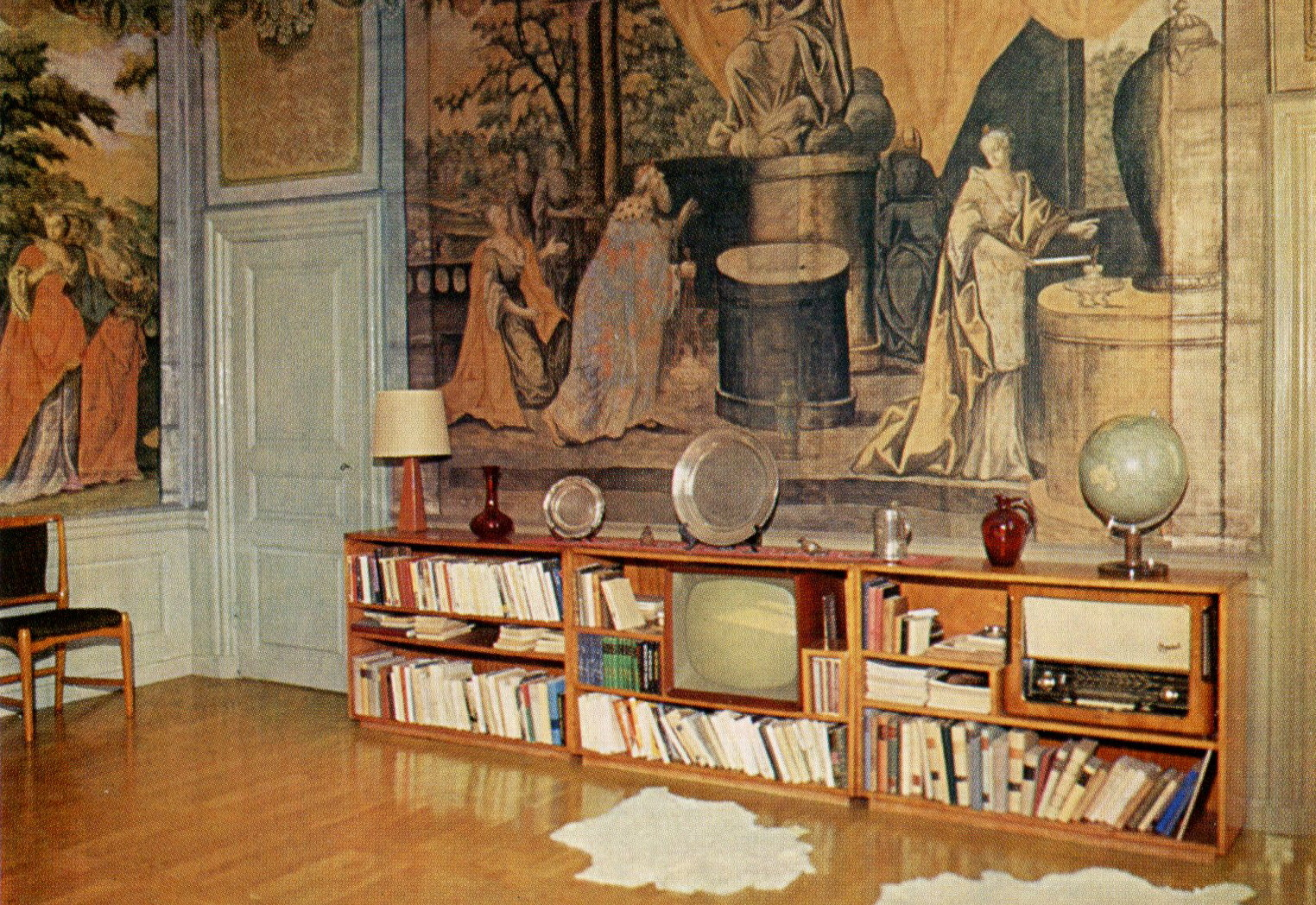
Stora salen, 1967

Stora Bärby gård har sina rötter i den medeltida by som låg här och som bestod av tre frälsegårdar tillhörande Hogenskild Bielke 1562. Därefter ägdes gården av Bielkes bror Claes som förenade den med sina övriga egendomar 1599. Stora Bärby blev säteri under 1600-talets första hälft när Elena Bielke, gift med Clas Larsson Fleming, var ägare. Egendomen fördes vidare i Bielkes släkt fram till 1721 då hovrättspresidenten Gabriel Stierncrona gjorde gården till fideikommiss för sin som David. Fideikommisset upphörde dock efter kort tid. Mellan 1758 och 1775 innehades Stora Bärby av Fredrik von Post, hovrättspresident i Åbo. 
Under 1800-talet ägdes Bärby av medlemmar i släkterna Mörner, Cederström och Frölich. På initiativ av disponenten Arvid Sjögren restaurerades huvudbyggnaden 1918 efter ritningar av arkitekt Cyrillus Johansson. Stora Bärby var även en av stationerna i Anna och Ferdinand Boberg tioåriga resa genom Sverige och resulterade i en blyertsskiss upprättad 1924, visande en av flygelbyggnaderna.

## Bebyggelsen
Corps-de-logi härrör från 1760-talet och är en putsad enplansbyggnad under ett brutet och valmat sadeltak. Över entrédörren märks ett så kallat oxöga, annars är arkitekturen stram och utan dekorationer. Sevärd är den stora salen i huvudbyggnadens mitt med dekor av dekorationsmålaren Filip Månsson. Väggfälten inramas av blomsterslingor och dörröverstycken smyckas av påfåglar och blomsterurnor med Salnecke slott och Forsmarks herrgård i fonden. Mot norr och landsvägen (dagens väg 583) flankeras huvudbyggnaden av två fristående flyglar. Mot norr fortsatte en kort allé, som numera är en åkerväg. Väster om mangården ligger Bärbys ekonomibyggnader.

## Gården idag
År 1927 förvärvades gården av Walfrid Nordstrand och efter dennes död 1941 ägdes gården av änkan Märta Nordstrand och sonen Olov Nordstrand. Idag drivs verksamheten (blandat jordbruk och uthyrning) på Stora Bärby i form av ett aktiebolag av medlemmar i familjen Nordstrand. 